# 3389 Sinzot
3389 Sinzot eller 1984 DU är en asteroid i huvudbältet som upptäcktes den 25 februari 1984 av den belgiske astronomen Henri Debehogne vid La Silla-observatoriet. Den är uppkallad efter en släkting till upptäckaren.
Asteroiden har en diameter på ungefär 20 kilometer.